# Proteuxoa concolor
Proteuxoa concolor är en fjärilsart som beskrevs av Embrik Strand 1921. Proteuxoa concolor ingår i släktet Proteuxoa och familjen nattflyn. Inga underarter finns listade i Catalogue of Life.